# Ilex forrestii
Ilex forrestii är en järneksväxtart som beskrevs av H.F. Comber. Ilex forrestii ingår i släktet järnekar, och familjen järneksväxter. Utöver nominatformen finns också underarten I. f. glabra.